# كاتاتا
كاتاتا (1 مارس 1986 في البرازيل – )؛ هو لاعب كرة قدم كان يلعب كمهاجم.

## وصلات خارجية
- كاتاتا على موقع اتحاد تركيا (لاعب) (الإنجليزية)
- كاتاتا على موقع رابطة كرة القدم اليابانية للمحترفين (اليابانية)
- كاتاتا على موقع Soccerway.com (الإنجليزية)
- كاتاتا على موقع عالم كرة القدم.نت (الإنجليزية)